# Ziggy Marley & The Melody Makers
Ziggy Marley & The Melody Makers, ook wel bekend als The Melody Makers, was een reggae-groep die bestond uit Ziggy Marley, Stephen Marley, Sharon Marley en Cedella Marley, allen kinderen van Bob Marley. De groep draaide vooral om Ziggy Marley.
Ze waren actief tussen 1986 tot 2000. Hun debuutalbum heette Play The Game Right en werd uitgebracht in 1985, waarvan o.a Rita Marley een van de producers was.
In 1988 brachten ze 2 albums uit Concious Party en Fallen Babylon.
Nadat ze uit elkaar gingen begonnen Ziggy en Stephen een solocarrière, ook al had Ziggy ook al een soloalbum uitgebracht toen hij nog bij The Melody Makers zat. Ziggy scoorde nog een hit met Love Is My Religion. The Traffic Dream en All Night zijn twee kleine hits van Stephen Marley (samen met zijn halfbroer Damian Marley).
Hun grootste succes was het album Fallen Is Babylon  waarmee ze een reggae grammy award behaalden in 1998.